# Castello di Findlater
Il castello di Findlater è un castello in rovina risalente al XIII secolo sul promontorio roccioso sul fiordo di Moray Firth, sulla costa fra Banff e Buchan, nell'Aberdeenshire, in Scozia nord orientale. Si trova a circa 15 km a ovest di Banff, vicino al villaggio di Sandend , tra Cullen e Portsoy.

## Etimologia
Potrebbe derivare dal gaelico "fionn leitir", che significa "scogliera bianca", un riferimento al quarzo che si trova nella roccia.

## Storia
Non è certo chi lo abbia costruito ma sicuramente esisteva una fortificazione sul sito nel 1246, della quale si trova menzione negli Exchequer Rolls.
Nel XIII secolo il castello era un sito baronale, forse di proprietà della famiglia Sinclair, e fu ispezionato da re Alessandro III di Scozia che ne ordinò il rafforzamento per resistere all'invasione da parte del re Håkon IV di Norvegia all'inizio degli anni 1260; sebbene i norvegesi siano poi stati sconfitti nella battaglia di Largs, erano comunque riusciti a occupare il castello.
L'ultimo proprietario noto della famiglia Sinclair fu Sir John Sinclair che morì nella battaglia di Harlow del 1411. Divenne proprietà poi di Sir Walter Ogilvy al quale fu concessa una licenza per fortificare il castello nel 1455. I lavori di ristrutturazione del castello si basarono probabilmente sul progetto del Castello di Rosslyn ma esistono somiglianze anche col castello di Eilean Donan.
Intorno al 1560 il castello fu coinvolto nelle manovre politiche di Maria Stuarda, regina di Scozia, per affermare il suo potere sui nobili. Alexander Ogilvy litigò con suo figlio, James, e alla fine lo diseredò e concesse il castello a Sir John Gordon, figlio del 4º conte di Huntly; James usò la sua influenza per convincere la regina a visitare il castello. Gordon si rifiutò di consentire alla regina di entrare e, nell'autunno del 1562, il castello finì sotto l'assedio delle truppe della regina e, il 28 ottobre, i Gordon vennero sconfitti nella battaglia di Corrichie, vicino ad Aberdeen; Sir John fu giustiziato e il castello consegnato a James Ogilvy e alla sua famiglia; nel 1638 James Ogilvy venne fatto conte di Findlater e costruì una nuova dimora a Cullen, Cullen House, e il castello venne abbandonato e cadde in rovina. I ruderi sono di proprietà del conte di Seafield.

## Descrizione
Il castello era costituito da una torre e da edifici di supporto, tutti costruiti in cima alla roccia interamente circondata dal mare tranne dove uno stretto istmo la unisce alla terraferma. L'accesso al castello è difeso da una trincea con un fossato e un bastione; una strada rialzata, costruita sullo stretto istmo che collegava la penisola alla terraferma, consentiva l'accesso tramite due ponti levatoi. Venne costruito sul promontorio su un'area che copre interamente l'estremità del promontorio. All'estremità verso terra si accedeva tramite una passerella rialzata su una strada rialzata in pietra al di sopra della roccia circostante, che aveva due ponti levatoi. Il castello si trovava su una roccia che sovrastava circa 15 metri sul livello del mare, che era collegata alla terraferma solo da una stretta strada rialzata.
A metà strada tra il parcheggio e le scogliere si trova Findlater Doocot, una torre colombaia probabilmente costruita nel 1500 e restaurato nel 1992.